# Philippe Marchand

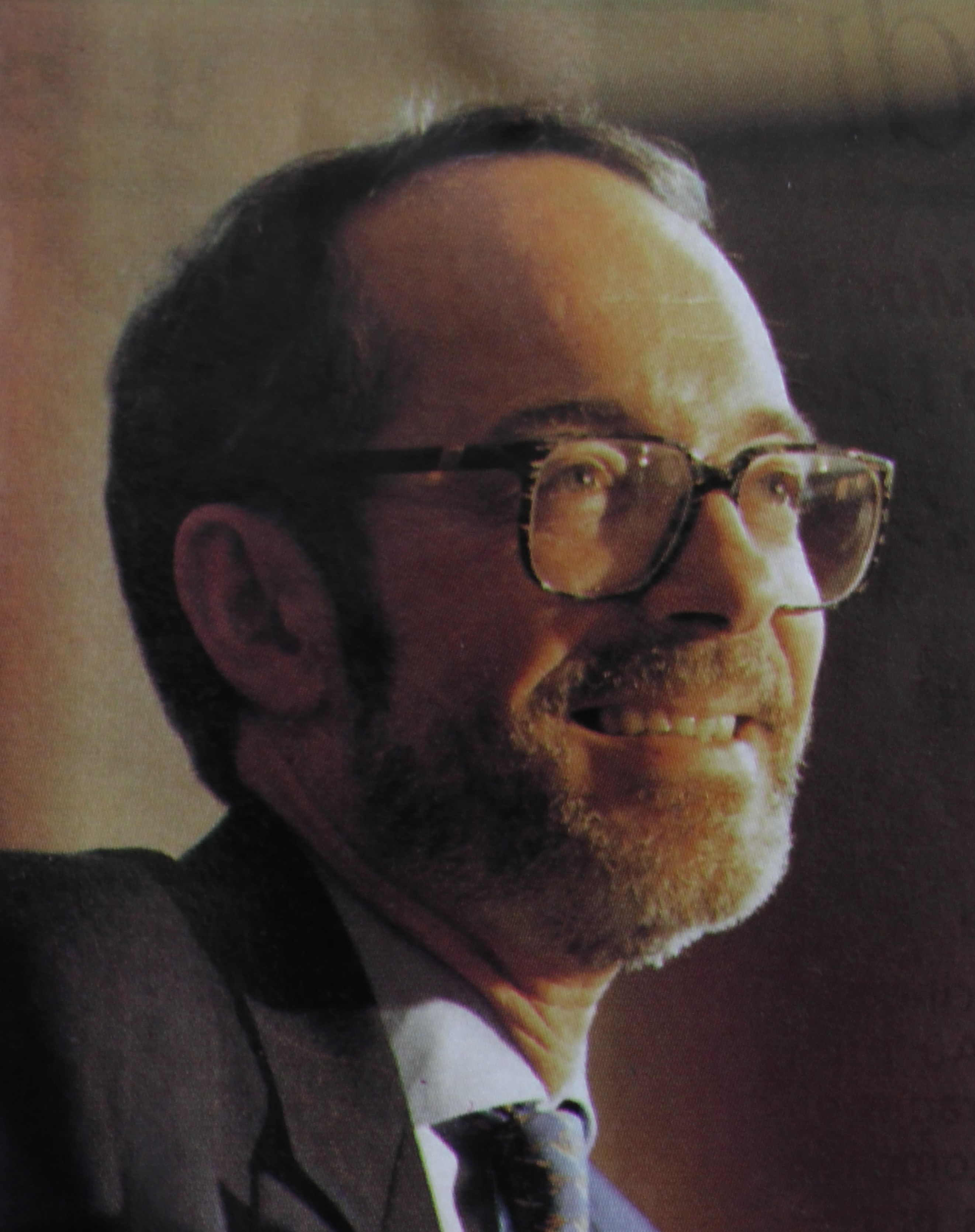
Philippe Marchand

Philippe Marchand (* 1. September 1939 in Angoulême; † 10. Januar 2018 in Saintes) war ein französischer Jurist und Politiker (PS) der Fünften Republik. Er war von 1991 bis 1992 Innenminister.

## Leben
Marchand wurde als Sohn eines Rechtsanwalts geboren. Nach dem Besuch des Collège in Parthenay absolvierte er ein Studium der Rechtswissenschaft an der Universität Poitiers. 1965 nahm er eine Tätigkeit als Rechtsanwalt in Saintes auf.
Marchand trat 1973 in die Parti socialiste (PS) ein. Er war von 1976 bis 2001 Mitglied des Départementrates über den Wahlkreis Saintes-Nord und von 1982 bis 1985 Präsident des Generalrates im Département Charente-Maritime. 1978 wurde er als Abgeordneter in die Nationalversammlung gewählt, der er ohne Unterbrechung bis 1991 angehörte. 1985 war er Vizepräsident der Nationalversammlung.
Vom 17. Juli 1990 bis zum 29. Januar 1991 war er Beigeordneter Minister im Innenministerium, das er anschließend bis zum 2. April 1992 in den von den Premierministern Michel Rocard und Édith Cresson geführten Regierungen leitete.
Im Februar 2006 verließ er die Sozialistische Partei.